# Stony Stratford East
Stony Stratford East var en civil parish fram till 1927 då den blev en del av Wolverton, i grevskapet Buckinghamshire, i England. Civil parish var belägen 11 km från Buckingham och hade 768 invånare år 1921.